# Ryan Kleppe
Ryan Kleppe (Mount Horeb, ...) è un ex giocatore di football americano e allenatore di football americano statunitense, che ha giocato come defensive lineman.
Dopo aver giocato per la squadra universitaria statunitense degli Wisconsin–Whitewater Warhawks non ha proseguito la carriera nel football giocato, ad eccezione della partecipazione al mondiale 2007 con la nazionale che ha vinto il titolo.

## Palmarès
- 1 Mondiale (2007)